# Rote Mangrove
Die Rote Mangrove (Rhizophora mangle) ist eine Pflanzenart innerhalb der Familie der Rhizophoragewächse (Rhizophoraceae).
Die Rote Mangrove ist ein häufiger Mangrovenbaum. Ihr natürliches Verbreitungsgebiet umfasst die tropischen Küsten Westafrikas sowie Nord- und Südamerikas. Die am weitesten nördlich gelegenen Vorkommen finden sich auf den Bahamas und in Florida (USA), die südliche Verbreitungsgrenze liegt im brasilianischen Bundesstaat Santa Catarina. Eine eingeschleppte Population existiert auf Hawaii. Möglicherweise mit Rhizophora mangle identisch ist die morphologisch sehr ähnliche, pazifische Art Rhizophora samoensis. Rhizophora mangle ist als Mangrove an das Überleben im Gezeitenbereich angepasst. Ihr Vorkommen beschränkt sich auf den Küstenbereich. In ganzjährig stark süßwasserbeeinflussten Gebieten tritt Rhizophora mangle nicht oder nur sporadisch auf.

## Beschreibung

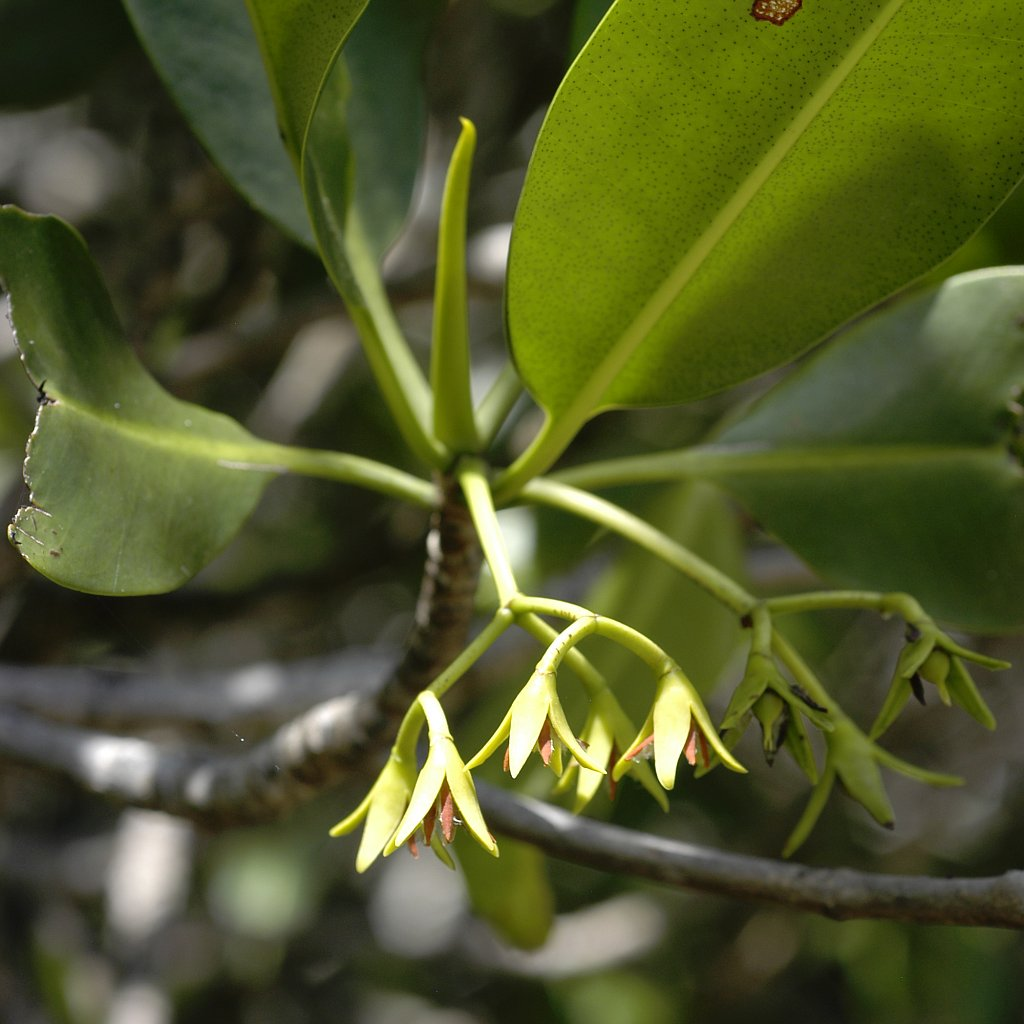
Blütenstände von Rhizophora mangle bei Bragança, Pará, Nordbrasilien. Der im Vordergrund gezeigte Blütenstand ist doppelt verzweigt, häufiger sind Blütenstände mit einfacher Verzweigung

Rote Mangroven sind immergrün und können eine Höhe von über 30 Metern erreichen, bleiben aber meist kleiner. Sie bilden aber unter ungünstigen Bedingungen, beispielsweise bei Nährstoffmangel, bei sehr hohem Salzgehalt des Porenwassers im Substrat oder in den kühleren nördlichen und südlichen Randbereichen ihres Verbreitungsgebiets buschartige Zwergformen aus. Der Stammdurchmesser erreicht über 50 Zentimeter.
Wie alle Arten der Gattung Rhizophora zeichnet sich Rhizophora mangle durch bogenförmige, hohe Stelzwurzeln aus. Die Stelzwurzeln und die bei älteren Bäumen rissige, bräunliche bis hellgraue Rinde tragen viele Lenticellen. Der nach Anschneiden der Rinde sichtbare dicke Bast ist rötlich; der Name „Rote Mangrove“ ist möglicherweise auf seine Färbung zurückzuführen.
Die eiförmigen bis elliptischen oder verkehrt-eiförmigen, -eilanzettlichen, ungeteilten und ganzrandigen, einfachen und kurz gestielten Laubblätter sind dicklich, lederartig. Blattgröße und -form variieren mit den Umweltbedingungen. Die Oberseite älterer Blätter ist dunkelgrün-glänzend, die Unterseite ist heller und mit schwarzen, lenticellenartigen Punkten übersät. Sehr junge Blätter sind hellgrün. Die Spitze der Blätter ist rundspitzig und leicht nach unten umgebogen; der kurze Blattstiel ist kräftig. Die Blätter sind gegenständig angeordnet. Nur der oberste, jüngste Bereich der Triebe trägt Blätter und bildet Verzweigungen aus, die den älteren Trieb übergipfeln. Die Seitenknospen älterer Zweigabschnitte verlieren schnell die Fähigkeit zum Austreiben. Die Gipfelknospe jedes Triebs wird von den beiden großen Nebenblättern wie von einer Kapuze umhüllt. Die Nebenblätter werden bei Entfaltung eines neuen Blattpaares abgeworfen.
Der wenigblütige Blütenstand von R. mangle entspringt achselständig. Er verzweigt sich in der Regel ein- oder zweifach; aus einer Verzweigung können zwei bis vier Achsen oder Blütenstiele entstehen. Die Blütenknospen sind länglich und im unteren Viertel verdickt, ihre Spitze ist leicht gerundet. Die zwittrigen Blüten mit doppelter Blütenhülle sind windbestäubt. Die vier derben, grünen oder gelblich-grünen, am Grunde verwachsenen, ledrigen Kelchblätter sind eilanzettlich; sie bleiben bis zur Fruchtreife erhalten. Die vier kleineren und weißlichen, innen dicht behaarten Kronblätter werden schnell abgeworfen. Es sind 8 kurze und sitzende Staubblätter vorhanden und ein halboberständiger Fruchtknoten mit kurzem Griffel.
Die graubraune, konische und etwa 3–5 Zentimeter große Frucht ist ledrig-hart. Wie alle Taxa der Rhizophoreae ist R. mangle „lebendgebärend“; die Keimlinge mit ihrem stiftförmigen, 15 bis mehr als 30 cm langen grünen Hypokotyl entwickeln sich am Mutterbaum und sind nach dem Abwerfen in der Lage, unter günstigen Bedingungen schnell Wurzeln zu schlagen; sie überleben aber auch monatelanges Verdriften im Gezeitenstrom.
Die Chromosomenzahl beträgt 2n = 36.

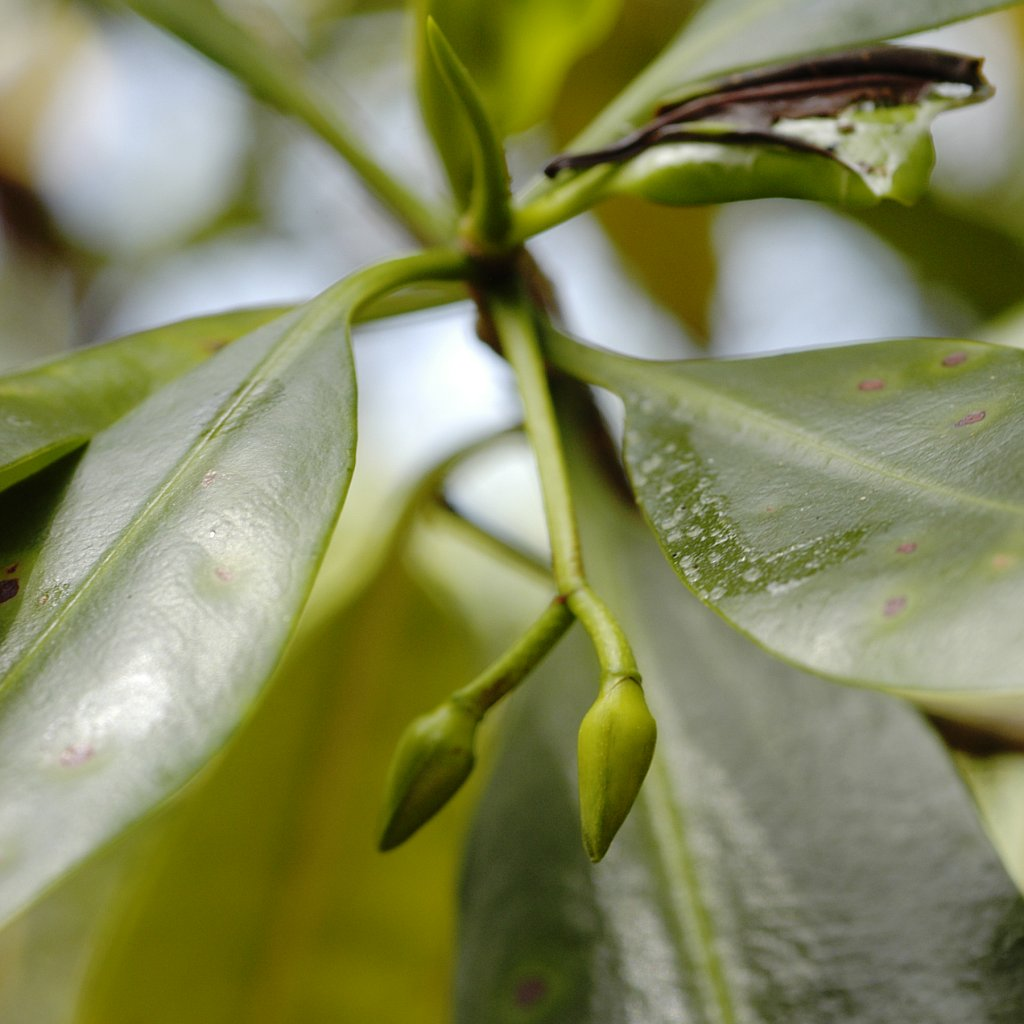
Blütenknospen und ledrige, einfache Laubblätter bei Bragança, Pará, Nordbrasilien

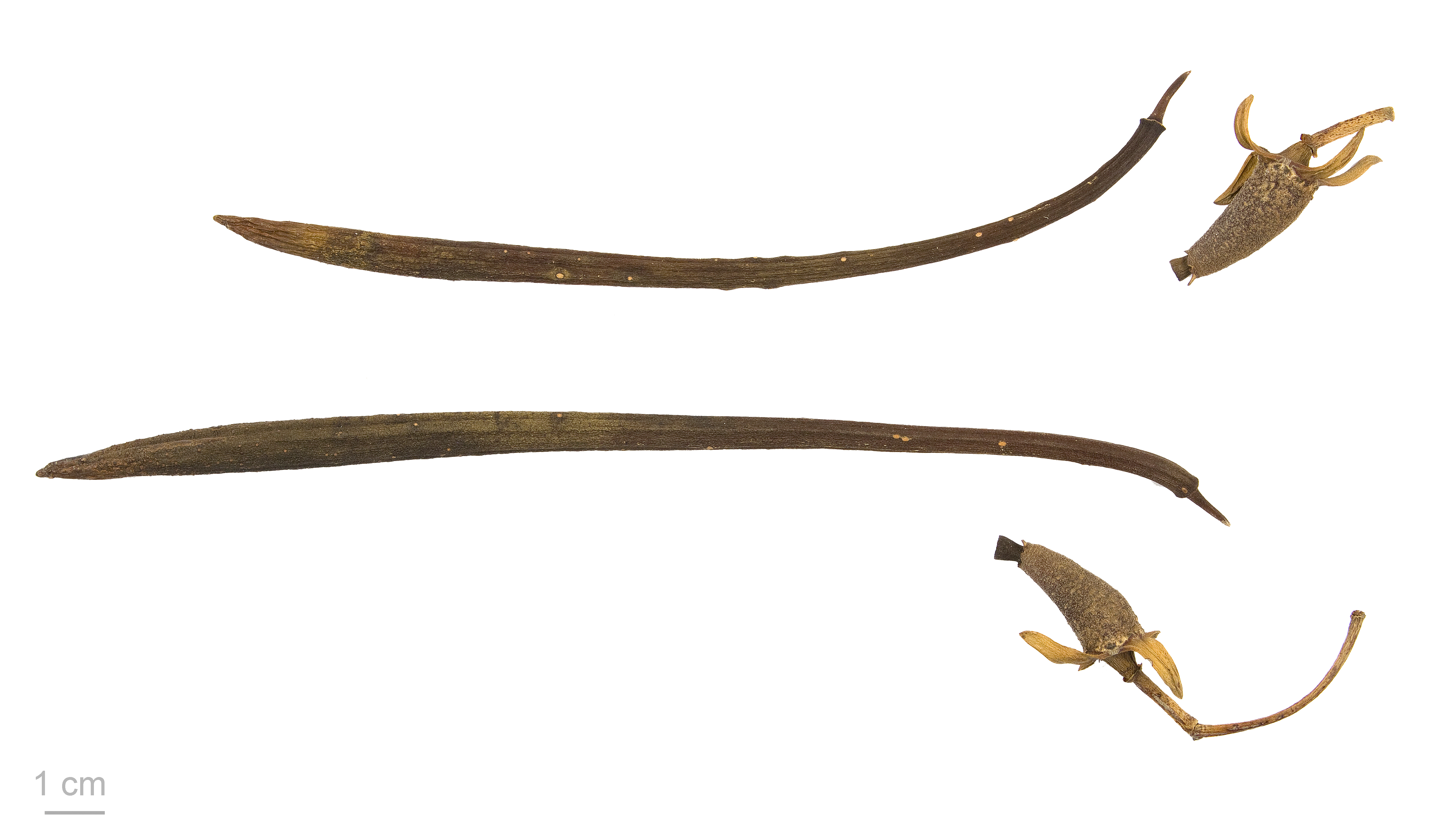
Früchte und Keimlinge von Rhizophora

## Verwechslungsmöglichkeiten mit anderen Mangrovenarten
Die Blütenstände der beiden anderen in Teilen des Verbreitungsgebiets vorkommenden Rhizophora-Arten (Rhizophora racemosa, Rhizophora harrisonii) sind vielfach dichotom verzweigt. Der Blütenstand von Rhizophora mangle ist nur ein- bis zweimal verzweigt, bringt aber an der Verzweigungsstelle häufig mehr als zwei Achsen beziehungsweise Blütenstiele hervor. Das Hypokotyl der Keimlinge von Rhizophora racemosa ist i. d. R. erheblich länger als das von Rhizophora mangle-Keimlingen. Von Mangrovenarten anderer Gattungen unterscheidet sich Rhizophora mangle deutlich durch die ausladenden, bogenförmigen Stelzwurzeln, die sich in Bodennähe weiter verzweigen.

## Nutzung, Gefährdung
Das harte, schwere und beständige, etwas spröde Holz von Rhizophora mangle wird verschiedene Anwendungen und in der Zimmerei sowie lokal als Brennmaterial und zur Gewinnung von Holzkohle verwendet. Stangen aus jungen Stämmen werden von Fischern zum Bau von Großreusen und ähnlichen Konstruktionen verwendet. 
Ein Sud aus der tanninreichen Rinde wird zum Imprägnieren von Fangnetzen und Segeln verwandt; das Schälen lebender Stämme kann allerdings zum Absterben einzelner Bereiche der Baumkrone oder der ganzen Pflanze führen. Die Art Rhizophora mangle ist aufgrund ihrer weiten Verbreitung zurzeit in ihrem Bestand nicht gefährdet; das Ökosystem der Mangrove ist jedoch vielerorts zum Beispiel durch die Anlage von Garnelenzuchten bedroht.